# Innovación inversa
La innovación inversa es un término que se refiere a una innovación vista por primera vez o que puede ser utilizado por primera vez en los países en vía de desarrollo antes de extenderse al mundo industrializado. El término fue popularizado por los profesores Dartmouth Vijay Govindarajan y Chris Trimble y Jeffrey R. Immelt. Posteriormente, Vijay Govindarajan y Chris Trimble publicaron el libro "Innovación inversa" . La innovación inversa se refiere ampliamente al proceso mediante el cual productos desarrollados como modelos de bajo costo pueden satisfacer las necesidades de las naciones en desarrollo, por ejemplo instrumentos médicos que funcionan con baterías en países con infraestructura limitada y que posteriormente se convierten en bienes innovadores para los compradores occidentales.

## Definición
El proceso de la innovación inversa comienza centrándose primero en las necesidades y requisitos de los productos de bajo costo en países como India y China. Una vez que los productos son desarrollados para estos mercados ya se pueden que se vender en otros lugares - incluso en Occidente - a precios bajos y creando nuevos mercados y usos para estas innovaciones .
Por lo general, las empresas comienzan sus esfuerzos de globalización mediante la eliminación de características costosas de un producto establecido y tratan de vender estos productos al mercado en desarrollo con un precio más bajo. Este enfoque, por desgracia no es muy competitivo y se dirige sólo a los segmentos más ricos de la sociedad en estos países en desarrollo. La innovación inversa, por el contrario, lleva a los productos que se crean a nivel local en los países en desarrollo a prueba en los mercados locales y sí tiene éxito, a continuación, mejoran el producto y se entrega en el mundo industrializado .
El término "innovación inversa" se definió originalmente como - la innovación retroceso - por John Hagel III y John Seely Brown, en su artículo McKinsey Quarterly de 2005 titulado: Prácticas de gestión disruptivas de Asia. En esencia su mensaje advierte que " la periferia del entorno empresarial global de hoy es donde el potencial de la innovación es el más alto ... Los bordes definen y describen las fronteras de empresas, mercados, industrias, geografías, disciplinas intelectuales y generaciones. Estos son los lugares donde los clientes encuentran soluciones inesperadas a sus necesidades insatisfechas, en dónde nacen las innovaciones disruptivas y océanos azules y donde las capacidades de vanguardia transforman las competencias básicas de la empresa."
C.K. Prahalad explica que hay cinco formas en que los países en desarrollo, hambrientos de recursos conducen a naciones ricas: 1) la asequibilidad 2) permitir la transición tecnológica 3) los ecosistemas de servicio 4) sistemas robustos y 5) aplicaciones adicionales. Estas mismas privaciones son catalizadores de la innovación inversa.

## La innovación inversa en los sistemas de salud a nivel mundial
La innovación inversa ha sido identificada como una tendencia clave en los sistemas de salud a nivel mundial.  Las áreas de salud en los países de bajos recursos pueden ofrecer soluciones para ingresos medios y altos que incluyen: la prestación de servicios de salud rural, sustitución de habilidades, descentralización de la gestión, resolución creativa de problemas, la educación en el control de enfermedades transmisibles, la innovación en el uso del teléfono móvil, simulación de tecnología,  fabricación de productos locales, financiamiento en el sector de la salud y el emprendimiento social. También existen otros beneficios del sistema que pueden verse en el Marco de Sistemas de Salud de la Organización Mundial de la Salud, específicamente los seis bloques de los sistemas de salud: (1) la prestación de servicios; (2) personal de salud ; (3) información sobre la salud; (4) productos médicos, vacunas y tecnologías; (5) financiamiento de la salud y (6) el liderazgo de la salud y la gobernanza . Sin embargo, la aplicabilidad de desarrollar innovaciones en los entornos de los países desarrollados siguen siendo relativamente indocumentados y aún se necesita trabajar para avanzar en la comprensión de la difusión de la innovación entre países.

## Otros ejemplos
Ejemplos de innovación inversa se pueden encontrar a través de varias industrias y geografías:
- Nokia está realizando pruebas de nuevos modelos de negocio para anuncios clasificados en Kenia; además ha creado nuevas características en sus teléfonos portátiles vendidos en los EE. UU., basado en observaciones de cómo se comparten los teléfonos en Ghana.
- Microsoft se especializa en la creación de nuevos servicios de aplicaciones de teléfono que permiten a los usuarios con dispositivos "no inteligentes" acceder a sitios web como Twitter , Facebook . Construidos primordialmente para los mercados de la India y Sudáfrica, existe u sorprendente potencial en estas aplicaciones como una plataforma de computación en la nube de bajo costo .
- General Electric tiene a la venta una electrocardiógrafo ultraportátil en EE. UU. con un precio 80 % más bajo que los productos similares. La máquina fue construida originalmente por GE Healthcare para los médicos en la India y China.
- Tata Motors planea vender una versión mejorada del Tata Nano en los mercados occidentales; se llama Tata Europa.
- Procter & Gamble encontró que un remedio a base de miel creado para México también tenía un mercado rentable en Europa y Estados Unidos.
- Nestlé encontró que podía vender pasta baja en calorías creada originalmente para la India rural y colocar el mismo producto como una alternativa saludable en Australia y Nueva Zelanda.
Las innovaciones inversas no siempre son innovaciones disruptivas.